# 安龙香科科
安龙香科科（学名：Teucrium anlungense）为唇形科香科科属下的一个种。

## 扩展阅读
- 維基物種上的相關：安龙香科科